# Teater Theatron
Teater Theatron (grekiska för teater) är en svensk fri teatergrupp bildad 2001 med hemvist i Lund.
Theatron drivs av skådespelarparet Suzanna Santrač och Željko Santrač, båda med rötter och teaterbakgrund i det forna Jugoslavien. Deras erfarenheter som dotter till gästarbetare respektive krigsflykting präglar teaterns verksamhet och inriktning. Repertoaren handlar om samhällsfrågor som flykt, främlingskap, kulturkrockar, kommunikation och livsbetingelser i det förflutna, samtid och framtid, och har ofta koppling till Balkan och Centraleuropa. De samarbetar ofta med internationella medarbetare, turnerar i landet och söker periodvis "kulturasyl" hos vissa andra kulturinstitutioner för samverkan (till exempel Stockholms stadsteater), då de inte har någon egen fast scen och strävar efter att nå olika publikgrupper på olika platser, inte minst minoriteter med migrationserfarenheter. Flera av deras uppsättningar har varit Sverigepremiärer för de pjäserna.

## Produktioner
- 2002 – Moskva-Frankfurt av Aleksej Shipenko, regi Željko Santrač
- 2003 – Ingen jag har av Edward Bond, regi Radoslav Milenkovic
- 2005 – Jaga kackerlackor, regi Radoslav Milenkovic
- 2007 – Gretchen – sidan 135 av Lutz Hubner, regi Radoslav Milenkovic
- 2009 – Den skalliga sångerskan av Eugène Ionesco, regi Radoslav Milenkovic
- 2010 – Odlad frukt, dramatisering/regi av Željko Santrač, fritt efter August Strindbergs novell Odlad frukt och Ivo Andrićs Bron över Drina
- 2012 – Livet i två bitar (om teaterparets egna liv), dramatisering av Jan Mark, regi Tomas Lindström
- 2015 – Den vita kråkan – Eichmann i Jerusalem av Donald Freed, regi Tomas Lindström
- 2016 – Jag går över gränser men är ändå kvar, dramatisering av Jan Mark, regi Tomas Lindström
- 2017 – Ge mig en ledtråd, regi Karin Parrot-Jonzon
- 2019 – Liva & PH - en motståndskabaré – regi Karin Parrot-Jonzon
- 2020 – Odlad frukt, dramatisering/regi av Anna Pettersson, fritt efter August Strindbergs novell Odlad frukt, i samarbete med Strindbergs Intima Teater.
- 2021 – Sjopalovich resande teatersällskap av Ljubomir Simović, översättning av Jan Mark och Slavica Milosavljevic, regi Tomas Lindström
- 2021 – Åskådarens resa, en interaktiv föreställning baserad på texter av Jan Mark, Mikael Olsson och skådespelarna själva.
- 2022 – Sjopalovich resande teatersällskap av Ljubomir Simović (turnerande nyuppsättning med utökad ensemble), regi Tomas Lindström